# Mindura sinuatifrons
Mindura sinuatifrons är en insektsart som beskrevs av Schmidt 1926. Mindura sinuatifrons ingår i släktet Mindura och familjen Nogodinidae. Inga underarter finns listade i Catalogue of Life.